# Ironman 70.3 Barcelona

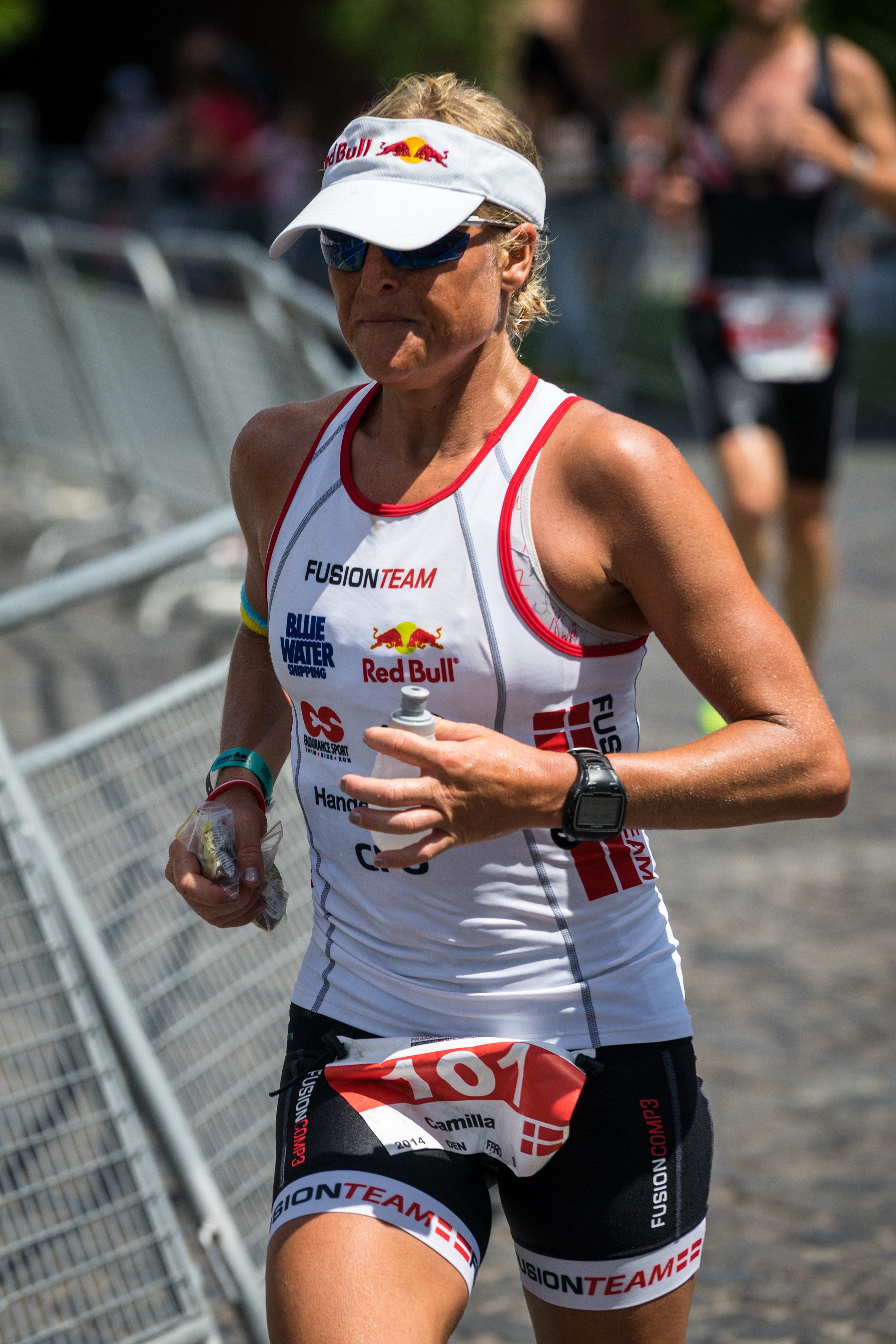
Camilla Pedersen – vierfache Siegerin (2012–2015)

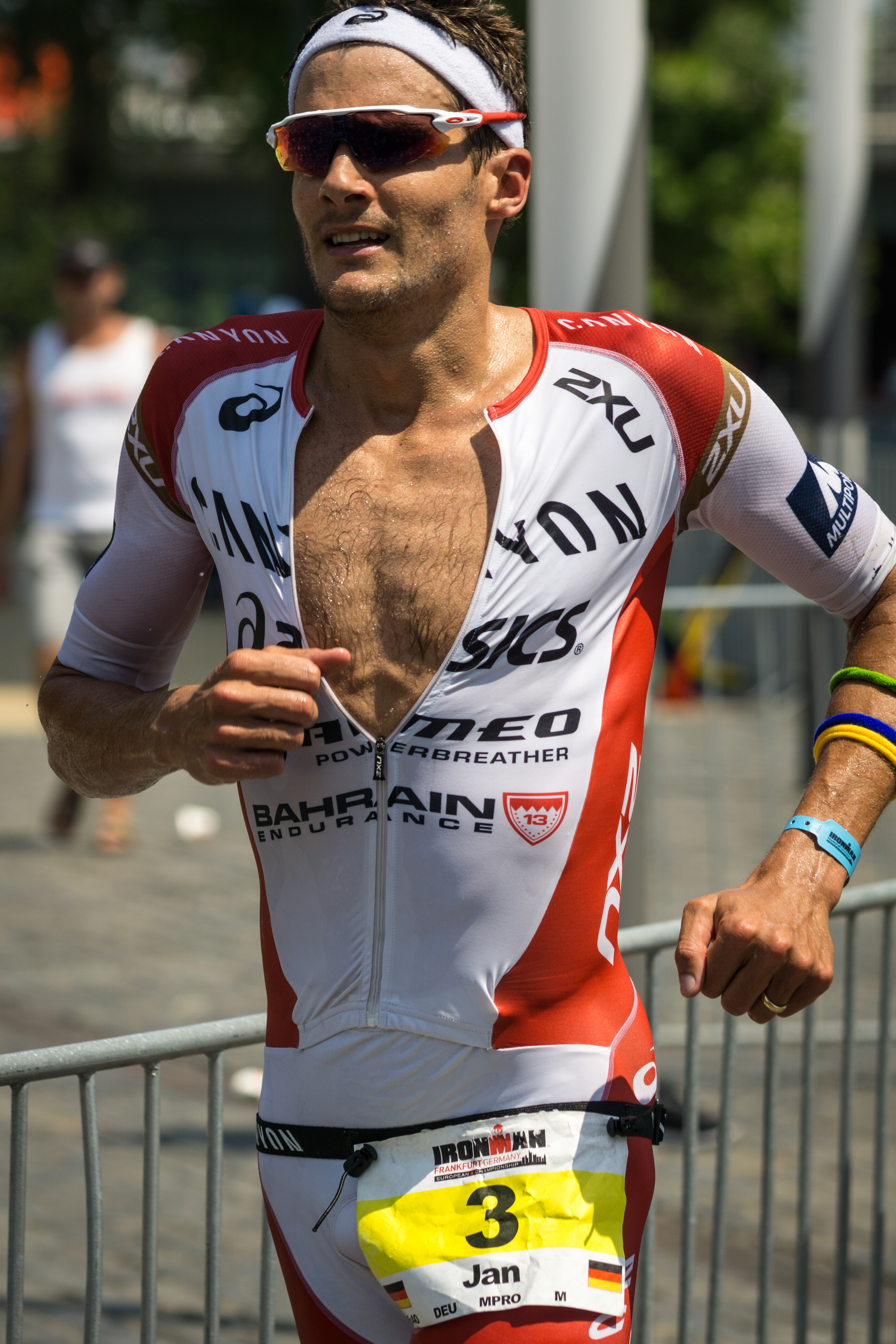
Jan Frodeno – zweifacher Sieger (2015, 2017)

Der Ironman 70.3 Barcelona ist eine von 2014 bis 2023 im spanischen Barcelona stattfindende Triathlon-Sportveranstaltung über die Mitteldistanz (1,9 km Schwimmen, 90 km Radfahren und 21,1 km Laufen).

## Organisation
Dieses Rennen in Spanien wurde erstmals im Mai 2014 anstelle des bisher hier seit 2009 stattfindenden Half-Challenge Barcelona-Maresme ausgetragen, bei dem schon 2013 die ETU-Europameisterschaften auf der Mitteldistanz ausgetragen worden waren.
Ironman 70.3 ist ein geschütztes Markenzeichen des chinesischen Dalian Wanda Konzerns bzw. dessen Tochterunternehmens World Triathlon Corporation (WTC), die ursprünglich dessen Nutzung gegen Zahlung von Lizenzgebühren an unabhängige Veranstalter vergab und seit 2009 zunehmend auch selbst als Veranstalter auftritt.
Die Dänin Camilla Pedersen konnte hier von 2012 bis 2015 vier Mal in Folge gewinnen. Der Deutsche Jan Frodeno konnte im Mai 2017 seinen Sieg von 2015 wiederholen.
Die für den 4. Oktober 2020 angesetzte siebte Austragung musste im Zuge der COVID-19-Pandemie abgesagt werden und als nächster Termin wurde der 3. Oktober 2021 genannt. 2022 wurde das Rennen auf einem verkürzten Kurs ausgetragen.
Das Rennen fand hier zuletzt am 1. Oktober 2023 statt und es wurde für 2024 keine Verlängerung angekündigt.

## Siegerliste

### Streckenrekorde
Den Streckenrekord hält seit der Erstaustragung (als Ironman-70.3-Rennen) im Mai 2014 der Franzose Sylvain Sudrie mit 4:02:43 Stunden. Den Streckenrekord bei den Frauen erzielte 2015 die Dänin Camilla Pedersen mit ihrer Siegerzeit von 4:33:34 Stunden.
| N ° | Datum/Jahr   | Männer                                  | Männer                                  | Männer                                  | Frauen                                  | Frauen                                  | Frauen                                  |
| N ° | Datum/Jahr   | Erster Platz                            | Zweiter Platz                           | Dritter Platz                           | Erster Platz                            | Zweiter Platz                           | Dritter Platz                           |
| --- | ------------ | --------------------------------------- | --------------------------------------- | --------------------------------------- | --------------------------------------- | --------------------------------------- | --------------------------------------- |
| 9   | 1. Okt. 2023 | Corentin Chouvelon                      | Basile Morel-Obaton                     | Jose Belarmino                          | Chloe Dooley                            | Cigdem Tütüncü                          | Krisztina Bajtai                        |
| 8   | 2. Okt. 2022 | Amandin Colvray                         | Ricard Marí                             | Vincent Fazari                          | Megan Chapple                           | Constance Minet                         | Anne Zijderveld                         |
| 7   | 3. Okt. 2021 | Laurent Lambert                         | Clément Eberly                          | Romain Massé                            | Loanne Duvoisin                         | Camille Nieto                           | Leanne Thompson                         |
|     | 4. Okt. 2020 | aufgrund der COVID-19-Pandemie abgesagt | aufgrund der COVID-19-Pandemie abgesagt | aufgrund der COVID-19-Pandemie abgesagt | aufgrund der COVID-19-Pandemie abgesagt | aufgrund der COVID-19-Pandemie abgesagt | aufgrund der COVID-19-Pandemie abgesagt |
| 6   | 19. Mai 2019 | Bart Aernouts                           | David McNamee                           | George Goodwin                          | Fenella Langridge                       | Sara Van De Vel                         | Gabriella Zelinka                       |
| 5   | 20. Mai 2018 | Javier Gómez                            | David McNamee                           | Bart Aernouts                           | Emma Pallant -2-                        | Fenella Langridge                       | Eva Wutti                               |
| 4   | 21. Mai 2017 | Jan Frodeno -2-                         | Nick Kastelein                          | Iwan Tutukin                            | Emma Pallant                            | Natalie Seymour                         | Charlotte Morel                         |
| 3   | 22. Mai 2016 | Patrik Nilsson                          | Maurice Clavel                          | Sylvain Sudrie                          | Emma Bilham                             | Emma Pallant                            | Bianca Steurer                          |
| 2   | 17. Mai 2015 | Jan Frodeno                             | Maurice Clavel                          | Frederik Van Lierde                     | Camilla Pedersen -4- (SR)               | Lucy Gossage                            | Parys Edwards                           |
| 1   | 18. Mai 2014 | Sylvain Sudrie (SR)                     | Will Clarke                             | Bruno Pais                              | Camilla Pedersen -3-                    | Katja Konschak                          | Diana Riesler                           |

Von 2009 bis 2013 wurde hier auf der Mitteldistanz als Vorgängerveranstaltung der Half-Challenge Barcelona-Maresme ausgetragen:
| Datum/Jahr   | Männer                   | Männer           | Männer                 | Frauen               | Frauen           | Frauen             |
| Datum/Jahr   | Erster Platz             | Zweiter Platz    | Dritter Platz          | Erster Platz         | Zweiter Platz    | Dritter Platz      |
| ------------ | ------------------------ | ---------------- | ---------------------- | -------------------- | ---------------- | ------------------ |
| 19. Mai 2013 | Javier Gómez             | Martin Jensen    | Jens Toft              | Camilla Pedersen -2- | Eimear Mullan    | Maria Czesnik      |
| 27. Mai 2012 | Per Bittner              | Stanislav Krylov | Raul Amatriain Arraiza | Camilla Pedersen     | Lucy Gossage     | Tiina Boman        |
| 29. Mai 2011 | Sylvain Sudrie -2-       | Hervé Faure      | Martin Jensen          | Eva Ledesma          | Lou Collins      | Delphine Pelletier |
| 16. Mai 2010 | Sylvain Sudrie           | François Chabaud | Jarmo Harst            | Tiina Boman          | Sofie Goos       | Monika Lehmann     |
| 24. Mai 2009 | Clemente Alonso McKernan | Timo Bracht      | Paul Ambrose           | Virginia Berasategui | Katja Schumacher | Yvonne van Vlerken |

| ETU-Europameisterschaft Mitteldistanz |